# Virum Sogn
Virum Sogn er et sogn i Kongens Lyngby Provsti (Helsingør Stift). Sognet ligger i Lyngby-Taarbæk Kommune; indtil Kommunalreformen i 1970 lå det i Sokkelund Herred (Københavns Amt). I Virum Sogn ligger Virum Kirke.
I Virum Sogn findes flg. autoriserede stednavne:
- Frederiksdal (bebyggelse)
- Virum (bebyggelse, ejerlav)